# 보리스 부드카

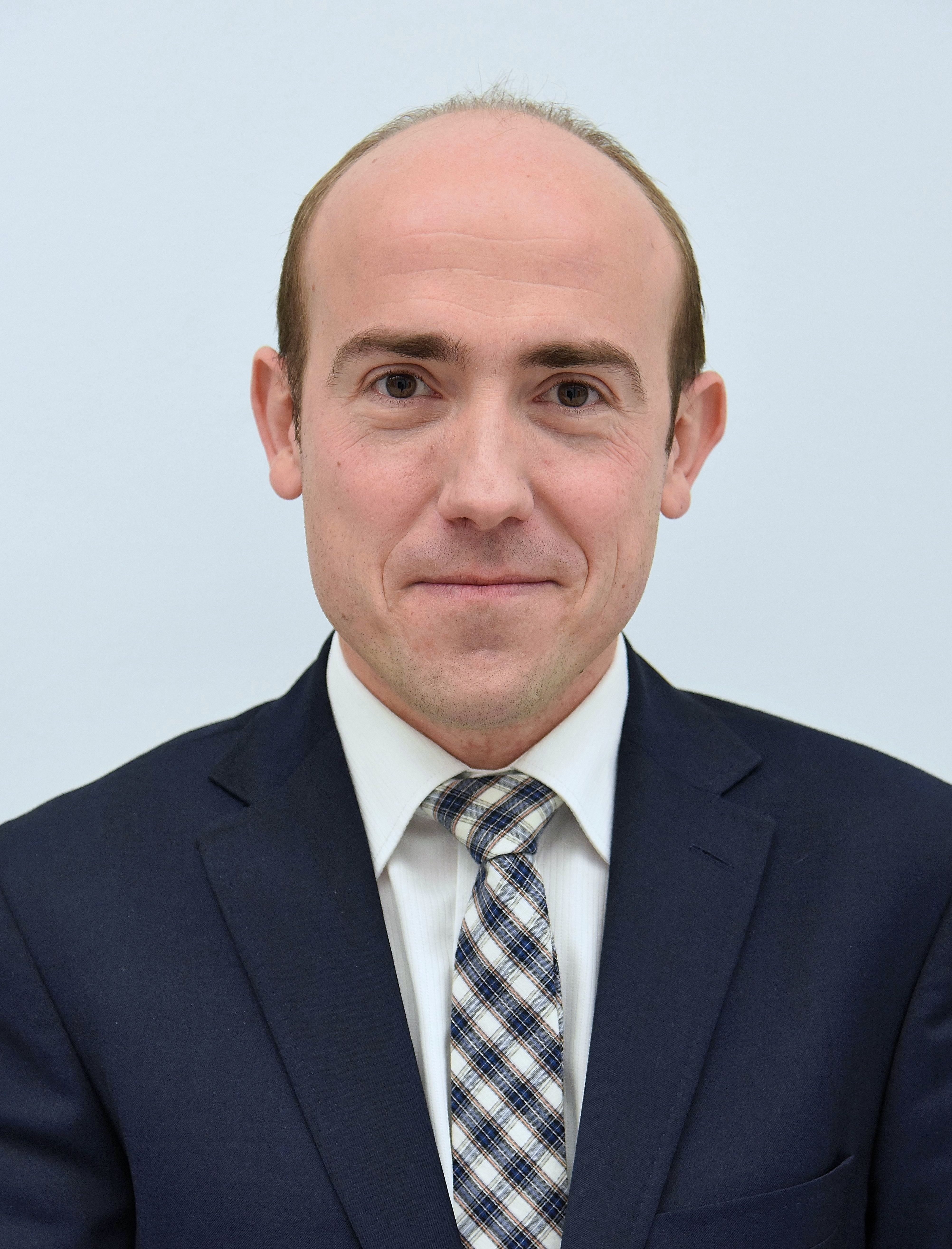

보리스 피오트르 부드카(폴란드어: Borys Piotr Budka, 1978년 3월 11일 ~ )는 폴란드의 정치인으로 제7대, 제8대, 제9대 국회의원이다. 그는 2015년 법무장관을 지냈으며, 2016년부터 2020년까지 시민연단 부대표를 지낸 바 있다. 2019년 이래 시민연합의 원내대표이며, 2020년 이래 시민연단의 대표이다.

## 역대 선거 결과
| 선거명      | 직책명                         | 대수 | 정당      | 득표율 | 득표수    | 결과         | 당락                   |
| ----------- | ------------------------------ | ---- | --------- | ------ | --------- | ------------ | ---------------------- |
| 2002년 선거 | 시의원 (자브제 제2선거구)      | 2대  | 시민 연단 | 4.51%  | 476표     | 1위          | 자브제 시의원 당선     |
| 2006년 선거 | 시의원 (자브제 제2선거구)      | 3대  | 시민 연단 | 5.23%  | 550표     | 1위          | 자브제 시의원 당선     |
| 2010년 선거 | 시의원 (자브제 제2선거구)      | 4대  | 시민 연단 | 9.61%  | 1,174표   | 1위          | 자브제 시의원 당선     |
| 2011년 선거 | 하원의원 (카토비체 제29선거구) | 7대  | 시민 연단 | 3.65%  | 10,260표  | 비례대표 5번 | 카토비체 하원의원 당선 |
| 2014년 선거 | 글리비체 시장                  | -대  | 시민 연단 | 11.50% | 6,192표   | -위          | 낙선                   |
| 2015년 선거 | 하원의원 (카토비체 제29선거구) | 8대  | 시민 연단 | 12.86% | 37,761표  | 비례대표 1번 | 카토비체 하원의원 당선 |
| 2019년 선거 | 하원의원 (카토비체 제31선거구) | 9대  | 시민연합  | 21.20% | 99,950표  | 비례대표 1번 | 카토비체 하원의원 당선 |
| 2023년 선거 | 하원의원 (카토비체 제31선거구) | 10대 | 시민연합  | 19.24% | 101,258표 | 비례대표 1번 | 카토비체 하원의원 당선 |